# Macellum
Macellum (lateinisch) war in der römischen Antike die Bezeichnung für eine Markthalle. Macellum ist wohl die latinisierte Form des griechischen Wortes für Markt (mákellos).

## Bedeutung und Geschichte

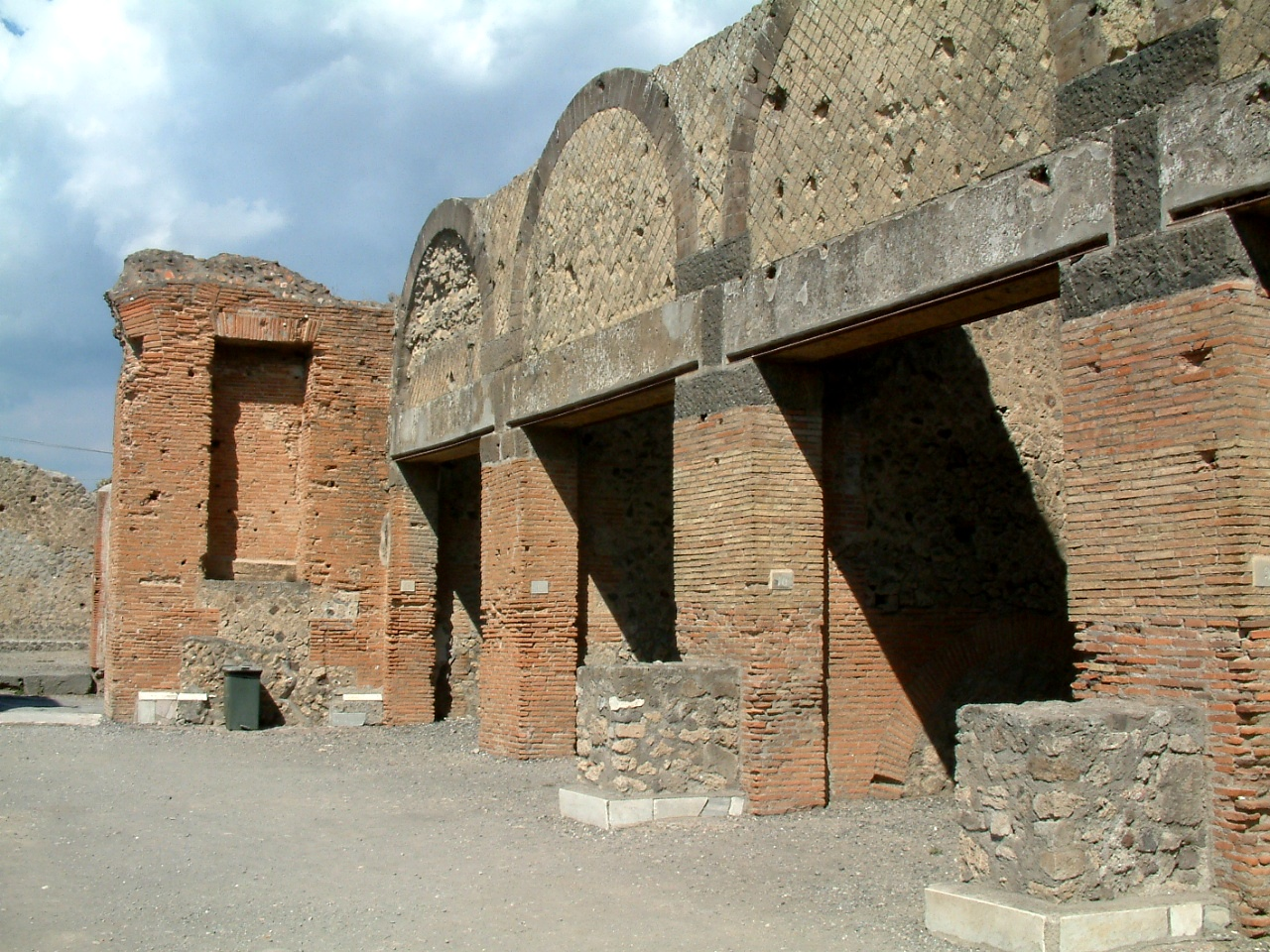
Das Macellum von Pompeji

Zusätzlich zu den Foren diente ein Macellum als Lebensmittelmarkt, vor allem für Fleisch, Fisch und Delikatessen. Plautus erwähnt schon in der 2. Hälfte des 3. Jahrhunderts v. Chr. zum ersten Mal einen solchen Markt und nennt ihn auch schon Macellum. Vorbild war die Agora der griechisch-hellenistischen Städte. Jedoch wurde hier kein Großhandel betrieben. Auf dem Gebiet des Römischen Reiches wurden bis heute circa 80 Macella lokalisiert, vor allem in Italien (Rom, Puteoli, Pompeji), Nordafrika (Leptis Magna, Hippo Regius) und Anatolien. Sie sind ein deutliches Zeichen für die Romanisierung innerhalb des Reiches. Die letzten Macella waren noch bis in die Spätantike, in Konstantinopel sogar bis ins 6. Jahrhundert in Betrieb.
Das Wort Macellum ist nach Marcus Terentius Varro dorisch-ionischer Herkunft und bedeutet „Garten“. Im eigentlichen Sinn wird mit Macellum das Gelände bezeichnet, auf dem geschlachtet wird. Später bezeichnete man so die ganze Anlage.

## Baustil
Ein Macellum war ein öffentliches Gebäude, an dessen Außenwänden sich Ladengeschäfte befanden, die Händler anmieten konnten. In der Mitte des meist quadratischen Baus befand sich häufig ein kleinerer, zentraler Bau, etwa eine Tholos (Rundtempel), ein Springbrunnen oder ein Wasserbecken. Umgeben wurde ein Macellum häufig von Portiken.
Man unterscheidet im Allgemeinen zwei verschiedene Bautypen:
- Gebäude mit zentral orientiertem Grundriss, bei dem Portiken und Läden einheitlich um den Hof gruppiert sind (Beispiel: Macellum von Korinth).
- Gebäude, die axial orientiert sind: die dem Eingang gegenüber liegende Seite wird betont, häufig durch eine Exedra, die von großen Säulen flankiert war (Beispiel: Macella von Pompeji und Puteoli).

Beide Baustile sind schon in der Zeit der Römischen Republik bezeugt.

## Macella in der Stadt Rom

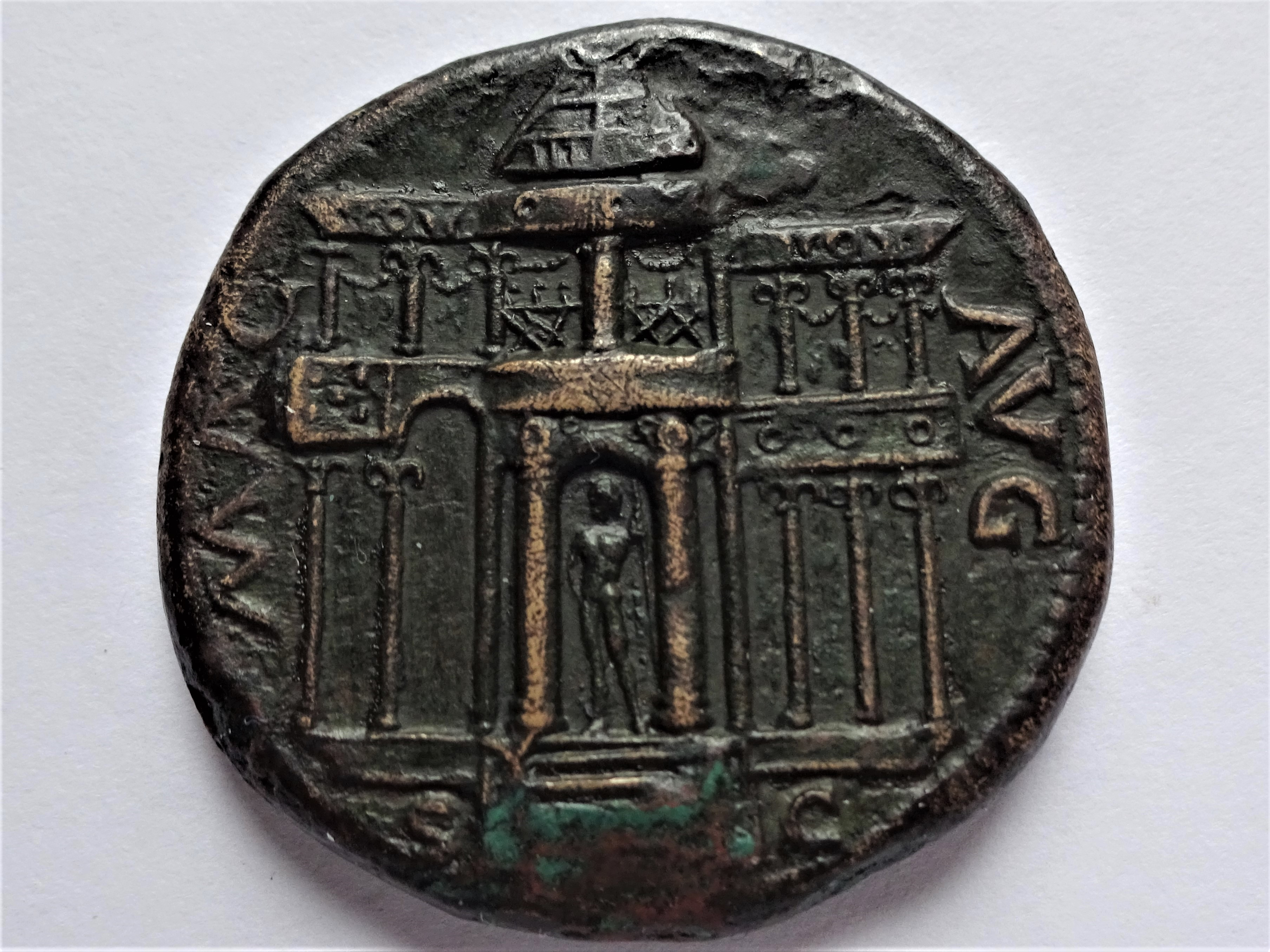
Macellum in Rom auf Sesterz' Kaiser Neros, Kampmann Nr. 14.33

In Rom gab es bis zum 2. Jh. v. Chr. viele verschiedene einzelne Lebensmittelmärkte wie das Forum Boarium (der Rindermarkt) und das Forum Piscarium (der Fischmarkt). Dieser brannte, wie Titus Livius und Varro berichteten, im Jahre 210 v. Chr. ab. Erst 31 Jahre später, im Jahre 179 v. Chr., waren die Wiederherstellungsarbeiten abgeschlossen. Im Zuge dieser Arbeiten wurden die vielen verschiedenen Einzelmärkte an der Stelle des alten Forum Piscarium zu einem einzigen Markt zusammengelegt. Dieser neue Markt wurde Macellum genannt und schon bei Plautus erwähnt. Grund dafür war der Wunsch, den Handel aus dem politischen Zentrum zu verlegen.
Das Macellum war von Läden umgeben und hatte in seiner Mitte einen für Macella typischen Rundbau. Die Händler verkauften ihre Ware in sogenannten tabernae (Läden oder Wirtshäuser). Man konnte hier Köche für heimische Festlichkeiten mieten, aber auch einen Raum im Gebäude, um dort ein Fest auszurichten oder ausrichten zu lassen. Unter Augustus trat anstelle des alten Macellum das neue Macellum Livae, benannt nach seiner Frau Livia Drusilla, auf dem Esquilin. Unter Nero kam noch das Macellum Magnum auf dem Caelius dazu. Zu diesem Anlass gab Nero eine seiner bekanntesten Münzen heraus, die auf dem Revers das Macellum Magnum zeigte. Das Gelände des „Ur“-Macellum wurde unter Vespasian mit dem Forum Pacis überbaut.

## Weitere bekannte Macella
- Macellum (Puteoli)
- Macellum von Pompeji
- Macellum (Leptis Magna), mit zwei Tholoi
- Macellum (Ephesos)
- Macellum (Aquincum)
- Macellum (Cuicul)